# 28e régiment régional
Le 28e régiment régional (28e RR), parfois désigné 28e régiment régional de garde (28e RRG), est une unité militaire française qui a participé à la Seconde Guerre mondiale.

## Historique
Le 28e régiment régional est un régiment de garde, dont la mission est de garder des points sensibles situés à l'arrière du front, comme les ponts, les tunnels, les usines ou les dépôts. Constitué dans la Somme, il est stationné à Amiens, Abbeville et Albert.
En mai 1940, l'unité fait face à l'attaque allemande. Le 19 mai, les mitrailleuses de la 5e compagnie stationnées à Abbeville sont probablement responsables de la destruction d'un avion allemand. La compagnie quitte la ville avant l'arrivée des troupes allemandes. En repli, la section du lieutenant René Caron exécute, sur l'ordre du capitaine Marcel Dingeon, vingt-un prisonniers civils belges suspectés d'être des espions ou des alliés de l'Allemagne (massacre d'Abbeville). Le lieutenant Leclabart met fin au massacre et les 58 prisonniers restants sont évacués.
Renforcés par quelques canons de 75 et chars Renault FT datant de la Première Guerre mondiale, une autre partie du régiment fait face à l'attaque allemande sur Amiens, barricadant les routes d'accès à la ville. La barricade de la route d'Albert, tenue par 15 fantassins équipés d'une mitrailleuse et deux chars FT, est prise par les unités de tête de la 1. Panzerdivision (II./Schützen-Regiment 1, II./Panzer-Regiment 1, Kradschützen-Bataillon 1 et Panzer-Aufklärungs-Abteilung 4) et les soldats tenant les autres barricades se replient.
Le régiment se replie jusqu'au 23 juin, où le chef de corps du 28e RR reçoit à Saint-Hilaire-le-Vouhis en Vendée l'ordre de se rendre. 520 soldats sont faits prisonniers sans combattre, sous peine de passage en cour martiale.